# Mai Endō
Mai Endo (遠藤 舞 Endō Mai?, nació 31 de julio de 1988) es un talento y el ídolo japonés de Tokio. Fue un miembro y exlíder del grupo idol japonés Idoling!!!. Está representada por la agencia de talento Box Corporation. Ella hizo su debut en solitario como cantante el 31 de julio de 2013.

## Carrera
Dos semanas antes de ser explorado para la audición Idoling!!!, ella era una estudiante normal de secundaria que estaba pensando en entrar en una escuela de cosmetología. En noviembre de 2006, se aprobó la audición Idoling!!! y entró en el grupo en el número 3. En marzo de 2009, cuando el exlíder Sayaka Katō graduó, ella se convirtió en el nuevo líder del grupo. En mayo de 2011, protagonizó y cantó el tema musical de la película independiente de corto Koneko no Kimochi (コネコノキモチ).  El tema se titula "Sora no Ki" (空の木, Madera en el cielo).
Su número de Idoling!!! es 3, y la imagen de la flor es la camelia japonesa. Ella pertenece a la misma agencia de talentos como otros miembros Erica Tonooka, Serina Nagano, Yuna Itō y Karen Ishida.
Después de estar en el grupo de 7,5 años, se graduó de Idoling!!! el 14 de febrero de 2014 a Zepp DiverCity en Odaiba, Tokio para centrarse en su carrera como solista.

## Discografía

### Sencillo
- Today is the Day (31 de julio de 2013) Binyl Records
- MUJINA (14 de mayo de 2014) Binyl Records
- Baby Love (6 de augusto de 2014) Binyl Records

## Filmografía

### Películas
- Kuchisake Onna 0 Beginning (2008)
- Abashiri Ikka The Movie (2009)
- Re:Play-Girls (2010)
- Koneko no Kimochi (2011)[2]

### Dramas de televisión
- Tetsudo Musume (2008-2009)
- ShakenBabyY! Shakespeare Syndrome (2010) Fuji TV
- Kurohyou 2 Ryu ga Gotoku Asura-hen (2011) MBS

### Programas de televisión
- Idoling!!! (Octubre de 2006-presente) Fuji TV[5]
- Aikatsu!! (Diciembre de 2011-presente) Music Japan TV
- Box TV (Septiembre de 2010-Julio de 2011) Enta!371, Pigoo HD

### Imagen de vídeo
- Maipuru (26 de octubre de 2007)
- Fantasy (20 de agosto de 2008)
- Maipuru Mode (18 de febrero de 2009)
- Kaze no Tani no Maipuru (7 de abril de 2010)

### Comercial de televisión
- Ryu ga Gotoku of the End (2010) Fuji TV CS

### Doblaje de voz
- El destino final 4 (17 de octubre de 2009) como Nadia Monroy
- Dollhouse (4 de agosto de 2010) como Ivy
- Robot Taekwon V (Diciembre de 2010)

### Actuación en directo
- Endo Mai Solo Live "Mai" en Billboard Live Tokyo (20 de mayo de 2012)

### Programa internet
- Nishikawa Takanori no Ienomi!! en canal Nico Nico Douga (12 de abril - 20 de diciembre de 2012) con T.M.Revolution

### Fotolibros
- Maipuru (25 de octubre de 2007) ISBN 978-4775602539
- Mai Birthday (30 de julio de 2008) ISBN 978-4902307047
- Photore Vol.7 Endo Mai (30 de marzo de 2012) ISBN 978-4863362185